# Бессон, Колетт
Коле́тт Бессо́н (фр. Colette Besson, 7 апреля 1946 — 9 августа 2005) — французская спортсменка-легкоатлетка. Выиграла спринтерский забег на 400 метров на Олимпиаде 1968 года в Мексике. Эта победа стала сенсацией, так как прежде Бессон вообще была неизвестна в профессиональных кругах. В 1969 году получила две серебряные медали на европейских чемпионатах. В 1971 — золото на Средиземноморских Играх в Измире.
После 1971 года крупных спортивных успехов не имела.

## Личная жизнь
До Олимпиады-68 работала учительницей физкультуры. Была ростом 169 см. Имела мужа и 2 дочерей. Умерла от рака.